# روابط ارمنستان و گرجستان
روابط خارجی دو جانبه بین ارمنستان و گرجستان وجود دارد. هر دو کشور از کشورهای جدا شده اتحاد جماهیر شوروی بودند. دولت‌های هر دو کشور به‌طور کلی روابط مثبتی داشته‌اند، اما مشکلاتی نیز وجود داشته است. هر دو کشور عضو شورای اروپا، جامعه سیاسی اروپا، و مجمع پارلمانی اتحادیه اروپا شراکت شرقی و یورونست هستند. گرجستان یکی از اعضای سازمان توسعه اقتصادی و دموکراسی گوآم است که ارمنستان را از پروژه‌های حمل و نقل و انرژی منطقه ای خارج می‌کند.
روابط با گرجستان برای ارمنستان از اهمیت ویژه ای برخوردار است زیرا تحت محاصره مرزی اعمال شده علیه ارمنستان توسط ترکیه و آذربایجان به دلیل مناقشه قره باغ کوهستانی، گرجستان تنها ارتباط زمینی خود با اروپا را با دسترسی به بندرها دریای سیاه ارائه می‌دهد. با این حال، به دلیل اتکای ارمنستان به روسیه و گرجستان، که هر دو در جنگ روسیه و گرجستان در سال ۲۰۰۸ شرکت کردند و در نتیجه روابط دیپلماتیک و اقتصادی را قطع کردند.
منطقه جاواختی در جنوب گرجستان دارای جمعیت زیادی ارمنی است و اگرچه سازمان‌های مدنی محلی مانند جاواخک متحد وجود داشته‌اند که برای خودمختاری تلاش می‌کنند، از زمان پایان جنگ گرجستان و ارمنستان در سال ۱۹۱۹ هیچ خشونتی بین ارمنی‌ها و گرجی‌ها در این منطقه وجود نداشته است. از زمان استقلال، روحانیون گرجستان کلیساهای ارمنی‌ها را اشغال کرده‌اند، و ارمنی‌ها در گرجستان و ارمنستان علیه تخریب تظاهرات کرده‌اند. در ۲۸ نوامبر ۲۰۰۸، تظاهرکنندگان ارمنی در مقابل سفارت گرجستان در ارمنستان از دولت گرجستان خواستند تا فوراً تجاوزات به کلیساهای ارمنی را متوقف کند و مجرمان را مجازات کند و اقدامات حزب گرجستان را نسل‌کشی سفید خواندند.
برخی از ارمنی‌ها بر این باورند که از زمانی که تعدادی از خانواده‌های گرجی در آنجا اسکان داده شده‌اند، قربانی سیاست تغییر توازن جمعیتی منطقه سامتسخه-جاواختی هستند. ارمنی‌ها نیز در دولت کمتر حضور دارند که این امر منجر به درک تبعیض و بی‌اعتمادی متقابل می‌شود. اعتراضات متعددی وجود داشت که برخی از آنها پس از درگیری با مأموران انتظامی به خشونت کشیده شدند.
گرجستان همچنین در قطعنامه ۶۲/۲۴۳ مجمع عمومی سازمان ملل از جمهوری آذربایجان علیه ارمنستان حمایت کرد و ارمنستان نیز به چندین قطعنامه سازمان ملل در مورد آبخازیا که بر حق بازگشت همه آوارگان و پناهندگان به مناطق جدا شده گرجستان تأکید می‌کند، رای منفی داده است. با وجود اختلافات اعلام شده و منافع متضاد، روابط دوجانبه بین دو کشور پایدار و در حال توسعه است.
در سال ۲۰۱۹، برای اولین بار، ارمنستان در مورد حق گرجی‌ها برای بازگشت به خانه‌های خود در آبخازیا و اوستیای جنوبی از روسیه جدا شده بودند طی قطعنامه سازمان ملل متحد در ۴ ژوئن، ارمنستان علیه گرجستان در رابطه با بازگشت آوارگان رای نداد. این اقدام به عنوان نشانه ای از تلاش ارمنستان برای تقویت روابط با گرجستان مورد استقبال قرار گرفت. در ژوئن ۲۰۲۴، ارمنستان بار دیگر با رای مثبت به قطعنامه سازمان ملل که خواستار حق بازگشت گرجی‌ها به آبخازیا و اوستیای جنوبی بود، از گرجستان حمایت کرد. رای ارمنی‌ها توسط رسانه‌های گرجستان یک «لحظه تاریخی» اعلام شد.

## تاریخچه

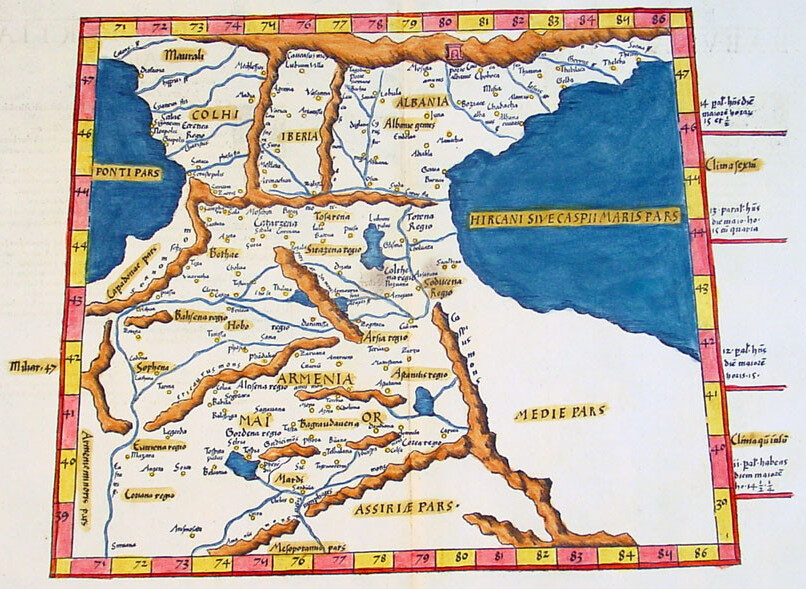
ارمنستان، کلخیس، ایبریا، آلبانی

ارمنستان و گرجستان سابقه ای طولانی از روابط فرهنگی و سیاسی دارند. این تعامل در قرون وسطی به اوج رسید، زمانی که هر دو کشور در گفتگوهای فرهنگی پر بهره ای شرکت کردند و خود را علیه امپراتوری‌های مسلمان همسایه متحد کردند. ازدواج‌های مکرر بین خانواده‌های سلطنتی و اشرافی ارمنی و گرجستان وجود داشت و هر دو قومی در چندین منطقه مرزی مخلوط شدند.

### فتح روم
این ارتباط نزدیک با ارمنستان باعث حمله (۶۵ قبل از میلاد) توسط ژنرال رومیان پومپای شد که در آن زمان در جنگ با مهرداد ششم، پادشاه پنتوس و ارمنستان بود؛ اما روم قدرت خود را به‌طور دائمی بر ایبریا برقرار نکرد. نوزده سال بعد، رومیان دوباره (۳۶ قبل از میلاد) به ایبریا راه پیمودند و پادشاه فرنواز دوم را مجبور کردند تا به کمپین خود علیه آلبانی ملحق شود. در این مدت، ارمنستان و پونتوس به‌هزینه روم در حال گسترش بودند و متصرفات مدیترانه شرقی آن را تصرف کردند.
با این حال، موفقیت اتحاد ضد رومی دیری نپایید. در نتیجه لشکرکشی‌های درخشان رومیان پومپه و لوکولوس از غرب، و حمله اشکانیان از جنوب، ارمنستان بخش قابل توجهی از فتوحات خود را تا سال ۶۵ قبل از میلاد از دست داد و به وابستگی رومی-اشکانی تبدیل شد. در همان زمان، پادشاهی پونتوس به‌طور کامل توسط رومیان ویران شد و تمام قلمرو آن از جمله کلخیس به عنوان استان‌های خود در امپراتوری روم گنجانده شد.
پادشاهی سابق کولخیس به استان رومی کولخیس تبدیل شد که توسط قانونگذاران رومی اداره می‌شد. ۶۰۰ سال بعد از تاریخ گرجستان با مبارزات روم و پرشیا (ایران) از جمله اشکانیان و ساسانیان که برای تسلط بر خاورمیانه از جمله سوریه، بین‌النهرین، ارمنستان، آلبانی و ایبریا جنگ‌های طولانی علیه یکدیگر داشتند، مشخص شد.
در اواخر قرن چهارم، روم مجبور شد آلبانی و بیشتر ارمنستان را به شاهنشاهی ساسانی واگذار کند. به استان لازیکوم درجه‌ای از خودمختاری داده شد که در پایان قرن با تشکیل پادشاهی جدید لازیکا-اگریسی در قلمروهای پادشاهی‌های کوچکتر زان‌ها، سوان‌ها، آپسیل‌ها و سانیق‌ها به استقلال کامل رسید. این ایالت جدید گرجستان غربی تا سال ۵۶۲ که توسط امپراتوری بیزانس جذب شد بیش از ۲۵۰ سال زنده ماند.
در حالی که پادشاهی گرجستان کولخیس به عنوان یک استان رومی اداره می‌شد، ایبریای قفقاز آزادانه حمایت امپراتوری روم را پذیرفت. کتیبه‌ای سنگی کشف شده در متسختا از فرمانروای قرن اول میهدرات اول (۵۸–۱۰۶ پس از میلاد) به عنوان «دوست سزارها» و پادشاه «ایبری‌های روم‌دوست» صحبت می‌کند. امپراتور وسپاسیان در سال ۷۵ پس از میلاد، مکان باستانی متسختای آرزامی را برای پادشاهان ایبری مستحکم کرد.
در قرن دوم پس از میلاد، ایبریا موقعیت خود را در این منطقه تقویت کرد، به ویژه در زمان پادشاهی پارسمان دوم که به استقلال کامل از روم دست یافت و برخی از مناطق از دست رفته قبلی را از ارمنستان در حال انحطاط دوباره تسخیر کرد. در قرن سوم پس از میلاد، قبیله لازها بر بیشتر کولخیس تسلط یافت و پادشاهی لازستان را تأسیس کرد که در محلی به نام اگریسی شناخته می‌شود. کلخیس صحنه رقابت طولانی بین امپراتوری روم شرقی / بیزانس و ساسانی بود که در جنگ لازستان از ۵۴۲ تا ۵۶۲ به اوج خود رسید.

### اوایل قرون وسطی
اقتدار پادشاهان ارمنی با عنوان «شاه شاهان» (شاهانشاه) به ایالات همسایه گرجستان، آلبانی قفقاز و چندین امارت عربی منتقل شد.

## اقلیت‌ها
نزدیک به ۱۶۸۱۰۲ ارمنی در گرجستان زندگی می‌کنند که از این میان ۸۱۰۸۹ نفر در منطقه سامتسخه-جاواختی و ۵۳۴۰۹ نفر در تفلیس زندگی می‌کنند. اقلیت گرجی در ارمنستان طبق سرشماری سال ۲۰۱۱ در ارمنستان ۹۷۴ نفر است.